# Чо Сын Хи
Чо Сын Хи (кор. 조승희о файле, 18 января 1984, Асан, Чхунчхон-Намдо, Республика Корея — 16 апреля 2007, Блаксберг, Виргиния, США) — южнокорейский массовый убийца, совершивший массовый расстрел в Политехническом университете штата Виргиния, выпускником которого (по основной специальности «английский язык») он являлся. Убил 32 и ранил ещё 25 человек, после чего покончил с собой выстрелом в голову. Из-за повреждений лица установление его личности заняло некоторое время. Он был опознан полицией после того, как отпечатки пальцев на оружии убийцы были сверены с отпечатками из эмигрантского досье Чо Сын Хи.

## Биография
Чо Сын Хи родился в Асане, провинция Чхунчхон-Намдо, Южная Корея. Переехал из Южной Кореи в США в 1992 году. Родители Сын Хи содержат химчистку. Чо имел гражданство Республики Корея и грин-карту.

### Школа
В школе был одиночкой с агрессивным поведением. Когда весной 1999 года Чо узнал о расстреле в Колумбайне, он стал более агрессивным и часто писал в своем рукописном дневнике такие фразы: «Я ненавижу вас всех. Я надеюсь, вы все скоро сдохнете…». Также Чо писал о желании повторить Колумбайн. После того, как родители Чо Сын Хи узнали об этом, они направили сына к психиатру. Его агрессивное поведение было связано с издевательствами в школе из-за его национальности. Один из одноклассников Чо позже вспоминал: «Над ним часто издевались и говорили, чтобы он убирался в свой Китай… С ним никто не дружил». Известно, что в школе Чо также дразнили «Тромбон-малыш» за его привычку ходить в школу с тромбоном. После того, как Чо начал составлять «расстрельные списки», большинство обидчиков отстало от него. В 2003 году он окончил «Westfield High School» в Чантилли, штат Виргиния.

### Учёба в Виргинском политехническом институте
В 2003 году Чо Сын Хи поступил в Виргинский политехнический институт на специальность «Информационные технологии», а в 2005 году, на третьем году обучения, сменил направление на «Английский язык». Там, по сведениям, учился средне. Проживал с пятью соседями в общежитии в комнате 2121, расположенной на четвертом этаже. Во время учёбы Чо часто выгоняли из аудитории за его угрожающее поведение. Профессора рассказывали, что Чо часто фотографировал ноги студенток и сочинял про них непристойные стихи на уроках поэзии. Некоторые из них были готовы скорее отчислиться, нежели продолжать заниматься с ним. После того, как в сентябре 2005 года Чо пригрозили исключением, он стал тише. Некоторые профессора описывают Чо как умного, но неуверенного в себе человека, который не снимал тёмные очки даже в помещении. Многие профессора пытались ему помочь. Осенью 2006 года в качестве задания по английскому языку Чо Сын Хи написал две пьесы, в которых люди унижали и убивали друг друга. Сами студенты описывали Чо как тихого человека, который мог не ответить, если с ним кто-нибудь здоровался. Студентка Джули Пул вспоминала позже первый урок с Чо: «Все сели по одному и написали на листе свои имена и фамилии. Чо написал вместо этого лишь знак вопроса…».
Энди Коч и Джон Айд, которые жили в одной комнате с Чо с 2004 по 2006 год, говорили, что у Чо были странности в поведении. Например, он любил воспроизводить музыку на компьютере до десятка раз. Коч также вспомнил несколько инцидентов, когда Чо стоял в дверях комнаты и фотографировал на мобильный телефон спящих Энди и Джона. Также он часто угрожал им расправой, и они обыскали его вещи, но нашли лишь карманный ножик и решили, что им ничего не угрожает. Во время Дня благодарения Коч получил от Чо поздравительную открытку, в которой говорилось, что Чо сейчас отдыхает с Путиным в Северной Каролине, на что Коч ответил: «Я уверен, что это невозможно, Сын…». Благодаря усилиям самого же Чо, Энди и Джон, ранее старавшиеся подружиться с ним, постепенно вовсе перестали общаться с Чо, а также попросили своих друзей не посещать их комнату в общежитии.
Также Джон и Энди позже рассказали, что Чо обвинялся как минимум в трёх случаях домогательства к студенткам, два из которых закончились вмешательством правоохранительных органов. Первый случай произошел 27 ноября 2005 года: Чо нашёл одну из студенток, узнал номер её мобильного телефона и начал забрасывать многочисленными извращёнными сообщениями. Полиция кампуса вычислила нарушителя, но ограничилась лишь предупреждением. Второй случай произошел 13 декабря 2005 года, когда Чо нашёл комнату подруги Коча и написал на её двери мелом фразу из Акта 2 Сцены 2 «Ромео и Джульетты»: «Именем каким себя я назову тебе — не знаю. Мне имя ненавистно: ведь тебе оно враждебно, милая, святая.…». Подруга связалась с Кочем по телефону, и тот сказал ей: «Я знаю этого шизофреника. Это Чо…», после чего девушка заявила в полицию кампуса, которая вновь ограничилась лишь предупреждением. Несколько часов спустя Чо отправил текстовое сообщение Кочу, где сказал: «Теперь я могу убить себя…». Обеспокоенный Коч позвонил отцу, и они вместе с полицией кампуса сопроводили Чо в психиатрическую клинику для проведения психической экспертизы.

### Экспертиза
В тот же день — 13 декабря 2005 года — Чо был поставлен диагноз «прогрессирующая шизофрения», и он был объявлен нуждающимся в лечении. В разговоре с психиатром Чо говорил, что постоянно чем-то подавлен, и его посещают суицидальные мысли. Чо также не был признан представляющим непосредственную опасность для всех студентов. Его задержали для лечения в одной из клиник Виргинии. 14 декабря он вышел из клиники, и ему было предложено пройти лечение амбулаторно, но Чо отказался. Несмотря на его состояние, согласно закону штата он имел право покупать огнестрельное оружие, так как не являлся принудительно лечащимся и умственно отсталым.

## Покупка оружия
9 февраля 2007 года Чо легально приобрёл свой первый пистолет — «Вальтер Р22» 22-го калибра. А 13 марта 2007 года купил второй — 9-мм «Глок 19». Оба пистолета Чо позже использовал во время бойни. В конце марта и начале апреля Чо Сын Хи закупил 10-зарядные магазины и боеприпасы для пистолетов на интернет-аукционе eBay. Он использовал учетную запись Blazers5505.

## Мотивы
Чо Сын Хи, по предположению ведущих расследование полицейских, копировал действия главного героя южнокорейского фильма «Олдбой». Перед бойней в институте, Чо застрелил двух студентов в общежитии, после чего записал несколько видео и отправил их в редакцию телеканала NBC. Одно из них содержало следующую цитату:
Вам мало было ваших Мерседесов, подонки. Мало ваших золотых цепей, снобы. Мало ваших капиталов. Мало водки и коньяка. Мало ваших гулянок. Всего этого не хватало, чтобы удовлетворить ваши прихоти. У вас было всё... Из-за вас я умираю как Иисус Христос, чтобы стать примером для всех слабых и беззащитных.
Также в другом видео Чо упомянул «Мучеников Эрика и Дилана», имея в виду Эрика Харриса и Дилана Клиболда. Кроме того, в его записках и видеописьмах звучат такие фразы, как: «Вы сами подтолкнули меня к этому…».

## Обстоятельства последнего дня
16 апреля 2007 года Чо Сын Хи с промежутком в два часа открыл стрельбу сначала в общежитии, а затем и в учебном корпусе Виргинского политехнического института. Убив 32 человека, он покончил с собой  у входа в аудиторию 211, выстрелив себе в висок из пистолета Glock 19. Всего Чо произвёл 175 выстрелов из обоих пистолетов. Его жертвами стали 27 студентов и 5 профессоров. 25 человек получили ранения различной степени тяжести (из них 17 огнестрельные). Вся атака продолжалась 11 минут.